# Jaroslav Hovadík
Jaroslav Hovadík (8. května 1935, Zlín – 20. května 2011, Litoměřice) byl český grafik, malíř a sochař. Působil v USA, Kanadě, v Německu a dalších zemích.

## Život
Narodil se v Gottwaldově (Zlíně) a poté žil ve Fryštáku, kde se vyučil strojníkem a roku 1952 získal výuční list. Strojařina ho ale nezajímala a v letech 1952-1955 vystudoval malbu a kresbu u Zdeňka Kováře, Jana Blažka a Vladimíra Hrocha na Střední uměleckoprůmyslové škole v Uherském Hradišti. Další rok chodil na přípravku pro vysoké školy umělecké v Praze (1955–1956) a od roku 1956 studoval na Akademii výtvarných umění v Praze u prof. Sychry. Jako syn živnostníka byl po prvním roce studia vyloučen.
Pokusil se pokračovat ve studiu na Univerzitě Palackého v Olomouci, ale po dvou měsících byl vyloučen i odtud. Roku 1957 byl povolán k výkonu vojenské služby. Po návratu z vojny pracoval od roku 1959 jako malíř kulis v gottwaldovském Divadle pracujících a roku 1962 byl přijat do Svazu československých výtvarných umělců. Přátelil se s výtvarníky z okruhu Konfrontací a seznámil se s Vladimírem Boudníkem, který ho několikrát navštívil v ateliéru ve Fryštáku. Zdrojem inspirace pro něj byla také četba, zejména autoři barokní literatury, Bohuslav Reynek, Zdeněk Kalista, Jakub Deml, Ladislav Klíma (reliéfní Portrét Ladislava Klímy, 1963), Samuel Beckett a Franz Kafka.
V letech 1962-1968 se účastnil skupinových výstav (mj. v Sydney), od roku 1965 se Skupinou 5+2, kterou založil se svými bývalými spolužáky ze SUŠ Františkem Niklem a Zdeňkem Šuterou. Roku 1965 mu v galerii Dílo v Gottwaldově uspořádal člen Skupiny 5+2 Antonín Grůza první autorskou výstavu grafik, ke které napsal úvodní text spisovatel Václav Renč. Výstava svou syrovostí vzbudila silné ohlasy. Členem Skupiny 5+2 byl i ředitel Oblastní galerie výtvarného umění v Gottwaldově Michal Plánka. Členové skupiny i jejich přátelé, mj. Boris Hybner, se scházeli v tzv. Boudě, kterou získal výtvarník a hokejový brankář Bedřich Baroš nad zimním stadionem Tělovýchovné jednoty Gottwaldov. Roku 1967 byl přizván na výstavu Nové výtvarné postupy v Domě umění města Brna, kterou uspořádal Jiří Valoch.
Po srpnové okupaci roku 1968 se rozhodl emigrovat do Vídně a podařilo se mu převézt i mnoho svých grafik. Zpočátku mu pomáhal jeho rodinný příbuzný, slavný rakouský klavírista Paul Badura-Skoda. Krátce navštěvoval vídeňskou akademii, kde působil jako asistent profesora Herberta. V prosinci 1968 odcestoval do Kanady, kde pak žil dalších 9 let, získal kanadské občanství a prosadil se jako výtvarník nejen tam, ale i v USA.
Roku 1977 se rozhodl k návratu do Evropy a dalších let žil v departmentu Jura ve Francii. V té době se seznámil s meziválečnou tvorbou Emila Filly. Ve Francii se oženil, ale prožil zde osm let bídy a těžkých chvil a roku 1986 se přestěhoval do Mühlheimu am Main v Hesensku, kde se stal členem Svazu německých umělců (Berufsverband Bildender Künstler Frankfurt). Roku 1991 se vrátil domů a získal zpět české občanství. Až do své smrti 20. května 2011 pak žil v Litoměřicích. Vystavoval mj. ve Spojených státech, Itálii, Francii, Holandsku, Austrálii, Indii nebo Africe.
Za grafickou tvorbu dostal roku 1973 v Monte Carlu ocenění Palme d´or des beaux arts.

## Tvorba
Jaroslav Hovadík se paralelně věnoval malbě, grafice, kolážím a monotypům, příležitostně i keramice. Jeho umělecké práce bývají charakterizovány jako „barokně vypjaté, lyrické“, „nesnadno uchopitelné“, „syntetické, vnitřně kompaktní“, z hlediska šíře výrazových prostředků „polyfonní“.
Během vojenské služby se věnoval kresbě a po návratu do civilu roku 1959 malbě s biblickou tematikou. Na uměleckou scénu vstoupil jako malíř, zprvu ovlivněný Purkyněm, Cézannem a Kubištou, později strukturální abstrakcí. Od roku 1963 vytvářel závěsné informelní objekty a patřil do širšího okruhu výtvarníků spojených s výstavami Konfrontace. Jeho asambláže připomínají díla vytvořená Alešem Veselým nebo Antonínem Tomalíkem. Na dřevěný podklad asamblážových objektů postupně přidával vrstvy, které drásal, propaloval a potom znovu sešíval. Využíval nejrůznější kovové předměty a nakonec vše překryl textilií s šedavou nebo nahnědlou barvou.
Jako vyučený strojař svařoval z nalezených materiálů sochy se silným existenciálním vyzněním. Zdrojem formálních prvků se stejně jako u francouzského Nového realismu (Nouveau réalisme) stává žitá realita a do uměleckého výrazu přináší široké spektrum materiálů, předmětů či jejich fragmentů – hudební nástroje, železné šrouby, dráty, izolované části nejrůznějších přístrojů, které soše dodávají dynamický prvek. Povrch sceluje nebo naopak zdůrazňuje expresivním gestem barva. Jeho Konkretizace III (1965) evokuje kříž, Konkretizace V pak bezrukého Krista na podivné zmechanizované Golgotě. Roku 1966 pracoval na cyklu objektů a asambláží s názvem Vypouklé nádoby (s doplňujícím názvem Láska k mrtvé slečně). Depresivní téma pojal jako panenku pod proděravělou deskou, na které jsou připevněny předměty vážící se k zesnulé dívce – korále, prstýnek, knoflíky, hodinky, ale také patrony a klíče aj.
Od roku 1962 do roku 1968 se zabýval aktivní a strukturální grafikou. Paralelně pracoval metodou tavení zinkových desek nebo přímého otisku nalezených předmětů. Soubor 16 grafických listů vystavil se Skupinou 5+2 roku 1967 spolu s asambláží Doupě (1964-1965) a Ubývání gravitace vpravo dole (1964). Jeho dřevěný objekt Arkanum II prozrazuje vliv Jana Koblasy. Hovadíkova informelní díla mají silný existenciální podtext (Obraz pro Becketta, 1964). Po roce 1964 usiloval o objektivizaci materiálové struktury tím, že v tvorbě matric ze zinkového plechu nahradil vlastní zásahy procesem hoření a spalování.
V letech 1967-1968 došlo ke zlomu v Hovadíkově grafice a malbě, když s vrátil k figuraci. Inspiroval se raně renesančními mistry a po vzoru Piera della Francesca začal zobrazovat portréty z profilu (Hlava ženy, 1967, Beatrice d'Este, 1967, Mona Lisa, 1967, Křik, 1968, Manekýn, 1968, Čachtická paní, 1968). Potemnělou barevnost vyměnil za výrazné červené a žluté odstíny, mnohdy v kombinaci s jinými křiklavými barevnými tóny. Na posledním společném vystoupení Skupiny 5+2 roku 1968 vystavil soubor olejomaleb s mytologickými, historickými a biblickými tématy. Během exilu v Kanadě se počátkem 70. let jeho grafika přiblížila pop-artu. Hovadíkův příklon k realistické malbě vlivnil v Kanadě žijící slovenský surrealista Ladislav Guderna, se kterým několikrát vystavoval.
Ve Francii se zabýval zejména malbou, kolážemi a svařovanými objekty. V malbě postupně opouštěl naturalistickou figuraci a v obrazech převážila expresivně-existenciální tíže. Také během pobytu v Německu se věnoval převážně malbě, ve které nastal na přelomu 80. a 90. let významný posun k lyrickým tématům. Pokračoval v tvorbě experimentální grafiky a koláží. Po pádu komunistického režimu se vracel do Čech, kde se znovu setkal se svými pracemi z 60. let. V jeho ateliéru v Mühlheimu vznikly další svařované sochy, kterými navázal na toto období.
Přestože velké soubory Hovadíkových prací se ztratily nebo zůstaly v Americe, jeho dochované dílo čítá několik set obrazů, více než 1 000 grafických listů a monotypů, stovku objektů, asambláží a soch a množství koláží, kreseb a ilustrací.

### Zastoupení ve sbírkách (výběr)
- Natinal Gallery, Ottawa, Kanada
- Stratford Perth Museum, Kanada
- Musée Windsor, Kanada
- Musée des Beaux-Arts de Dole, Francie
- Musée Besancon, Francie
- Kunstverein Wolfsburg
- University of Cambridge
- Galerie výtvarného umění, Cheb
- Krajská galerie výtvarného umění ve Zlíně
- Galerie výtvarného umění v Ostravě
- State Russian Museum, Petrohrad

### Plastiky ve veřejném prostoru
- 1994 Událost v jehlanu, Zlín[24]

### Výstavy

#### Autorské
- 1965 Galerie Dílo, Gottwaldov
- 1966 1. Międzynarodowe Biennale Grafiki Krakow, Krakov (Kraków), Krakov (Kraków)
- 1966 Jaroslav Hovadík: Objekty, plastiky, grafika, Galerie Jaroslava Krále, Brno (Brno-město)
- 1969 Jaroslav Hovadík, The Merton Gallery, Toronto
- 1988 Jaroslav Hovadík: Gemälde, Grafik, Objekte, Atelier Unterm Dach, Offenbach am Main
- 1992 Jaroslav Hovadík: Obrazy, objekty, grafika, koláže, Dům umění města Brna
- 1992 Jaroslav Hovadík: Obrazy, objekty, grafika, koláže, Dům umění, Zlín
- 1992 Jaroslav Hovadík: Obrazy, objekty, grafika, koláže, Výstavní síň Masné krámy, Plzeň
- 1992 Jaroslav Hovadík: Obrazy, objekty, grafika, koláže, Galerie výtvarného umění, Cheb
- 1993 Jaroslav Hovadík: Obrazy, grafika, koláže, Muzeum Kroměřížska, Kroměříž
- 2001 Jaroslav Hovadík: Kresby, objekty, plastiky, Zámek Zlín
- 2004 Jaroslav Hovadík: Přehlídka obrazů, soch a kreseb, Výtvarná dílna, Litoměřice
- 2004 Výtvarná dílna Jaroslava Hovadíka, Galerie Ve dvoře, Litoměřice
- 2005 Jaroslav Hovadík: Nové práce, Galerie v podloubí Muzea Kroměřížska, Kroměříž[25]
- 2005 Jaroslav Hovadík: Kresby a keramika, Muzeum Kroměřížska, Kroměříž
- 2005 Jaroslav Hovadík: Současná tvorba, Galerie Primavesi, Olomouc
- 2005-2006 Jaroslav Hovadík: Ze současné tvorby, Galerie Magna, Ostrava
- 2009 Jaroslav Hovadík, Severočeská galerie výtvarného umění v Litoměřicích
- 2010 Jaroslav Hovadík: Ejhle, člověk, Galerie v podloubí Muzea Kroměřížska, Kroměříž
- 2024 Jaroslav Hovadík: Objekty 1963-2003, Galerie U Betlémské kaple, Praha[26][27]

#### Skupinové (výběr)
- 1962 Mladí výtvarníci jihomoravského kraje, Dům umění, Zlín (Zlín)
- 1962-1963 Členská výstava 1962, Dům umění, Zlín
- 1964 Členská výstava výtvarných umělců Jihomoravského kraje, Dům umění města Brna
- 1964 Moravská grafika, Kabinet grafiky, Brno
- 1965 Výtvarní umělci k výročí 20 let ČSSR, Mánes, Praha
- 1965 I. výstava skupiny 5&2, Dům umění, Zlín
- 1966 Členská výstava 1966 výtvarných umělců pobočky SČSVU Gottwaldov, Dům umění, Zlín
- 1966 Výstava mladých / Exposition des jeunes, Dům pánů z Kunštátu, Brno
- 1966 II. výstava skupiny 5&2, Kroměříž
- 1966 Pátá výstava moravské grafiky, Kabinet grafiky, Brno
- 1967 III. výstava skupiny 5&2, Gottwaldov, Galerie Nová síň, Praha
- 1967 Výstava diel výtvarníkov Juhomoravského kraja, Východoslovenská galéria (1961-1992), Košice
- 1967 Nové výtvarné postupy, Dům umění města Brna[28]
- 1967 Nové cesty II: Mladá generace, Dům umění, Zlín
- 1968 IV. výstava skupiny 5&2, Černobílá galerie, Uherský Brod
- 1968 1. bienále "Výzkumy grafiky", Oblastní galerie Vysočiny v Jihlavě
- 1968 Šestá výstava moravské grafiky 1968, Kabinet grafiky, Brno
- 1969 Junge Künstler aus der ČSSR, Haus am Kleistpark, Berlín
- 1969 International exhibition of graphic artists, Benátky, Řím, Florencie
- 1970 77 grafici, Galleria del Palazzo dei Principi, Corregio
- 1970 Guderna, Hovadík, Koblasa, Valenta, The Merton Gallery, Toronto
- 1970 Czechoslovak Graphics, Museum of Modern Art, Oxford
- 1970 50 e uno grafici cecoslovacchi, Edificio Scolastico Giovanni Pascoli, Massafra
- 1970 Současná československá grafika, Dům umění, Hodonín
- 1971 Werken van Tsjechoslowaakse Grafici 1960-1970, Centraal Museum Utrecht
- 1974 Guderna, Hovadík, Janošek, Janošková, Koblasa, Květoň, Málek, Sehnal, Theimer, Valenta, Gallery Mira, Ottawa
- 1985 Schmerzende Wunde, Galerie Rafay, Kronberg im Taunus (Hochtaunuskreis)
- 1994 Česká grafika šedesátých let, Palác Kinských, Praha
- 1994 Prostor Zlín ´94, Zlín, exteriéry města, Zlín
- 1994/ Šedá cihla 66/1994 Exil, Galerie U Bílého jednorožce, Klatovy, Zámek Klenová
- 1994/1995 Jaroslav Hovadík, Vladimír Jarcovják, Svatopluk Slovenčík, Dům umění, Zlín
- 1996 Přírůstky 1991 - 1995, Dům umění, Ostrava
- 1996 I. nový zlínský salon, Zlín
- 1996 Zpřítomnění, Přírůstky galerie z let 1987 - 1994, Galerie Klatovy / Klenová
- 1997-1998 Velký formát, Galerie výtvarného umění, Hodonín, Děkanský chrám Nanebevzetí Panny Marie, Most, Zámek Valtice, jízdárna
- 1999 II. nový zlínský salon, Zlín
- 1999 Jaroslav Hovadík, Svatopluk Slovenčík, Galerie Synagoga, Hranice
- 1999 Přírůstky sbírek státních galerií z let 1990-1997, Jízdárna Pražského hradu, Praha
- 1999-2000 Umění zrychleného času. Česká výtvarná scéna 1958 - 1968, Praha, Praha, Galerie výtvarného umění, Cheb
- 2002 Pocta Svatoplukovi Slovenčíkovi, Zámek Zlín
- 2002 III. nový zlínský salon, Zlín
- 2003 Festival grafiky a fotografie Máchovy Litoměřice, Galerie Ve dvoře, Litoměřice
- 2003-2004 České malířství, sochařství a architektonická dokumentace ze sbírek Krajské galerie výtvarného umění ve Zlíně, Krajská galerie výtvarného umění ve Zlíně
- 2005 IV. nový zlínský salon 2005, Zlín
- 2005 Festival grafiky a fotografie Máchovy Litoměřice, Galerie Ve dvoře, Litoměřice
- 2006 Jaroslav Hovadík a Vladimír Franz: Doteky hmoty, Zámek Chropyně
- 2007-2008 Soustředěný pohled / Focused View: Grafika 60. let ze sbírek členských galerií Rady galerií České republiky, Oblastní galerie Liberec, Oblastní galerie Vysočiny v Jihlavě
- 2008 V. Nový zlínský salon 2008, Dům umění, Zlín
- 2008-2009 České a slovenské výtvarné umenie šesťdesiatych rokov 20. storočia, Galéria Miloša Alexandra Bazovského v Trenčíne, Galéria Petra Michala Bohúňa, Liptovský Mikuláš, Zlín, Dům umění, Ostrava
- 2008 Na zkoušku v ráji? Umění šedesátých let ze sbírek Západočeské galerie v Plzni, Západočeská galerie v Plzni
- 2009 Věčná pomíjivost, Kostel Zvěstování Panny Marie, Litoměřice
- 2010 Umělecká beseda: Pocta Bohuslavu Reynkovi, Galerie výtvarného umění, Havlíčkův Brod
- 2013 Od informelu k figuře, Galerie Slováckého muzea, Uherské Hradiště
- 2015 Informel a jeho přesahy, Galerie výtvarného umění, Cheb
- 2015 Grafika a kresba 60. let ze sbírky Krajské galerie výtvarného umění ve Zlíně, Krajská galerie výtvarného umění ve Zlíně
- 2016 Od Boudníka k dnešku: Česká strukturální grafika, Galerie Hollar, Praha
- 2019-2020 Návraty, Galerie Slováckého muzea, Uherské Hradiště
- 2023-2024 Salon L. Š. (Dům umění II: Trienále současného umění), Krajská galerie výtvarného umění ve Zlíně

### Bakalářské práce
- Veronika Drábková, Skupina 5+2 (1965-1968), bakalářská práce, FF UP v Olomouci 2014

### Autorské katalogy
- Jaroslav Hovadík 1961-2009, text Ludvík Ševeček, Vladimír Franz, Severočeská galerie výtvarného umění v Litoměřicích 2009
- Jaroslav Hovadík, Svatopluk Slovenčík, text Ludvík Ševeček, Galerie Synagoga, Hranice 1999
- Jaroslav Hovadík: Obrazy, objekty, grafika, koláže, text Ludvík Ševeček, Dům umění města Brna, Západočeská galerie v Plzni, Masné krámy, Galerie výtvarného umění v Chebu 1992
- Jaroslav Hovadík: Objekty, plastiky, grafika, text Antonín Grůza, Galerie Jaroslava Krále Brno 1966
- Jaroslav Hovadík, text Václav Renč, Výstavní síň Dílo v Gottwaldově 1965

### Skupinové katalogy
- Obrazy z Nového Dvora, malířské sympozium, text Ivo Sedláček, Milotice 2005
- Velký formát / Large format, Sdružení výtvarných umělců a teoretiků (SVUT), Uherské Hradiště 1997
- Šedá cihla 66/1994 Exil, Galerie Klatovy / klenová 1994, ISBN 80-85628-06-6
- Guderna, Hovadík, Janošek, Janošková, Koblasa, Květoň, Málek, Sehnal, Theimer, Valenta, Gallery Mira, Ottawa 1974
- Werken van Tsjechoslowaakse Grafici 1960-1970, Centraal Museum Utrecht 1971
- Soudobá československá grafika, Dům umění, Hodonín 1970
- Guderna, Hovadík, Koblasa, Valenta, The Merton Gallery, Toronto 1970
- Festival dell'Arte Cecoslovacca: 77 grafici, Galleria del Palazzo dei Principi, Corregio 1970
- Czechoslovak Graphics 1960-1970, Museum of Modern Art, Oxford / Modern Art Oxford, Oxford 1970
- 50 e uno grafici cecoslovacchi, Edificio Scolastico Giovanni Pascoli, Massafra 1970
- Junge Künstler aus der ČSSR, Haus am Kleistpark, Berlín 1969
- Michal Plánka, IV. výstava skupiny 5&2, Závodní klub pracujících, Uherský Brod 1968
- Antonín Grůza, 5&2, Svaz československých výtvarných umělců, Praha 1967
- Antonín Grůza, Výstava skupiny 5 & 2, Dům umění, Zlín 1965

### Souborné publikace
- Jiří Bernard Krtička, Fenomén drsnosti. Česká strukturální grafika, Hollar, Praha 2016, ISBN 978-80-906630-0-8
- Mahulena Nešlehová, Informel a jeho přesahy, Galerie výtvarného umění, Cheb 2015
- Richard Drury, Jan Štíbr, Umělecká beseda (Věčná pomíjivost / Eternal Transience), Severočeská galerie výtvarného umění v Litoměřicích 2009, ISBN 978-80-85090-01-7
- Roman Musil a kol., Na zkoušku v ráji? (Umění šedesátých let ze sbírek Západočeské galerie v Plzni), Západočeská galerie v Plzni 2008, ISBN 978-80-86415-61-1
- Ludvík Ševeček, Danica Lovišková (eds.), České a slovenské výtvarné umenie šesťdesiatych rokov 20. storočia / České a slovenské umění šedesátých let 20. století, Galéria Miloša Alexandra Bazovského v Trenčíne 2008
- Richard Drury a kol., Soustředěný pohled / Focused View, Grafika 60. let ze sbírek členských galerií Rady galerií České republiky / 1960s Prints from the Collections of Czech Galleries Association Members, Rada galerií ČR 2007, ISBN 978-80-903422-2-4
- Alena Potůčková a kol., Umění zrychleného času. Česká výtvarná scéna 1958-1968, ČMVU Praha 1999
- Státní galerie ve Zlíně 1990 - 1997 / National Gallery in Zlín 1990 - 1997, ISBN  80-85052-28-8
- Mahulena Nešlehová, Poselství jiného výrazu (Pojetí informelu v českém umění 50. a první poloviny 60. let), Artefact, Praha 1997, ISBN 80-902481-0-1 (BASE), ISBN 80-902160-0-5 (ARetFACT)
- Prostor Zlín ´94 / Raum Zlín 94, Výtvarné sympózium a výstava v exteriérech města / Bildnerisches Symposion und Ausstelung in Stadtexterieuren 1994, ISBN 80-85052-19-9
- Jiří Machalický, Česká grafika šedesátých let, Palác Kinských, Praha 1994
- Mahulena Nešlehová, Český informel. Průkopníci abstrakce z let 1957-1964, GhmP Praha 1991
- Geneviève Bénamou, Sensibilités contemporaines / Contemporary artistic sensibilities (70 artistes d'origine tchégue et slovaque hors tchécoslovaquie / 70 artists of Czech and Slovak origin living outside Czechoslovakia 1970 - 1984), Paris 1985
- Schmerzende Wunde, Galerie Rafay, Kronberg im Taunus 1985
- Luděk Novák, 300 malířů, sochařů, grafiků 5 generací k 50 létům republiky, Svaz českých výtvarných umělců, Praha 1968
- Helena Knozová Kusáková, Šestá výstava moravské grafiky 1968, Kabinet grafiky, Brno 1968
- Jiří Valoch, Nové výtvarné postupy: Dům umění města Brna 1967
- Helena Knozová Kusáková, Moravská grafika 66, Kabinet grafiky, Brno 1966
- České moderní malířství a sochařství, Oblastní galerie výtvarného umění, Gottwaldov (Zlín) 1965
- Helena Knozová Kusáková, Moravská grafika, Kabinet grafiky, Brno 1964

### Encyklopedie
- Anděla Horová (ed.), Nová encyklopedie českého výtvarného umění A-M, 548 s., Academia, Praha 1995, ISBN 80-200-0536-6
- Zbyšek Malý (ed.), Slovník českých a slovenských výtvarných umělců 1950–1999 (III. H), Výtvarné centrum Chagall, Ostrava 1999
- Milada Frolcová (ed.), Slovník žáků a absolventů zlínské Školy umění a Střední uměleckoprůmyslové školy ve Zlíně a v Uherském Hradišti /1939 - 2003/, Slovácké muzeum, Uherské Hradiště 2003